# Coppa del Mondo di salto con gli sci 1994
La Coppa del Mondo di salto con gli sci 1994, quindicesima edizione della manifestazione organizzata dalla Federazione Internazionale Sci, ebbe inizio l'11 dicembre 1993 a Planica, in Slovenia, e si concluse il 27 marzo 1994 a Thunder Bay, in Canada. Furono disputate 19 delle 20 gare individuali previste, tutte maschili, in 15 differenti località: 8 su trampolino normale, 10 su trampolino lungo e 1 su trampolino per il volo. Furono inserite nel calendario 2 gare a squadre, valide ai fini della classifica per nazioni.
Nel corso della stagione si tennero a Planica i Campionati mondiali di volo con gli sci 1994, le cui singole prove furono ritenute valide anche ai fini della Coppa del Mondo, e a Lillehammer i XVII Giochi olimpici invernali, non validi ai fini della Coppa, il cui calendario contemplò dunque un'interruzione nel mese di febbraio.
Il norvegese Espen Bredesen si aggiudicò sia la coppa di cristallo, il trofeo assegnato al vincitore della classifica generale, sia il Torneo dei quattro trampolini, le cui prove furono ritenute valide anche ai fini della classifica di Coppa; il ceco Jaroslav Sakala vinse la Coppa di volo. Andreas Goldberger era il detentore uscente sia della Coppa generale, sia del Torneo.

## Risultati
| Data                                         | Località               | Nazione   | Trampolino                | Spec. | Primo                                                                     | Secondo                                                              | Terzo                                                             |
| -------------------------------------------- | ---------------------- | --------- | ------------------------- | ----- | ------------------------------------------------------------------------- | -------------------------------------------------------------------- | ----------------------------------------------------------------- |
| 11 dicembre 1993                             | Planica                | Slovenia  | Srednija K92              | NH    | Espen Bredesen                                                            | Takanobu Okabe                                                       | Andreas Goldberger                                                |
| 12 dicembre 1993                             | Planica                | Slovenia  | Bloudkova velikanka K120  | LH    | Jens Weißflog                                                             | Andreas Goldberger                                                   | Espen Bredesen                                                    |
| 14 dicembre 1993                             | Val di Fiemme          | Italia    | Giuseppe Dal Ben K90      | NH    | Jens Weißflog                                                             | Espen Bredesen                                                       | Andreas Goldberger                                                |
| 17 dicembre 1993                             | Courchevel             | Francia   | Praz K120                 | LH    | Andreas Goldberger                                                        | Jin'ya Nishikata                                                     | Jaroslav Sakala                                                   |
| 19 dicembre 1993                             | Engelberg              | Svizzera  | Gross-Titlis-Schanze K120 | LH    | Janne Ahonen                                                              | Sylvain Freiholz                                                     | Bjørn Myrbakken                                                   |
| Torneo dei quattro trampolini                |                        |           |                           |       |                                                                           |                                                                      |                                                                   |
| 30 dicembre 1993                             | Oberstdorf             | Germania  | Schattenberg K115         | LH    | Jens Weißflog                                                             | Espen Bredesen                                                       | Andreas Goldberger                                                |
| 1º gennaio 1994                              | Garmisch-Partenkirchen | Germania  | Große Olympiaschanze K107 | LH    | Espen Bredesen                                                            | Jens Weißflog                                                        | Takanobu Okabe                                                    |
| 4 gennaio 1994                               | Innsbruck              | Austria   | Bergisel K109             | LH    | Andreas Goldberger                                                        | Jens Weißflog                                                        | Noriaki Kasai                                                     |
| 6 gennaio 1994                               | Bischofshofen          | Austria   | Paul Ausserleitner K120   | LH    | Espen Bredesen                                                            | Noriaki Kasai                                                        | Jens Weißflog                                                     |
| 9 gennaio 1994                               | Murau                  | Austria   | Hans Walland K120         | LH    | Noriaki Kasai                                                             | Espen Bredesen                                                       | Dieter Thoma                                                      |
| 15 gennaio 1994                              | Liberec                | Rep. Ceca | Ještěd K90                | NH    | Espen Bredesen                                                            | Jaroslav Sakala                                                      | Roberto Cecon                                                     |
| 16 gennaio 1994                              | Liberec                | Rep. Ceca | Ještěd K120               | NH    | Jaroslav Sakala                                                           | Espen Bredesen                                                       | Lasse Ottesen                                                     |
| 22 gennaio 1994                              | Sapporo                | Giappone  | Miyanomori K90            | NH    | Jens Weißflog                                                             | Andreas Goldberger                                                   | Jiří Parma                                                        |
| 23 gennaio 1994                              | Sapporo                | Giappone  | Ōkurayama K115            | LH    | Jens Weißflog                                                             | Espen Bredesen                                                       | Jin'ya Nishikata                                                  |
| 5 marzo 1994                                 | Lahti                  | Finlandia | Salpausselkä K90          | NH    | Jens Weißflog                                                             | Christian Moser                                                      | Noriaki Kasai                                                     |
| 5 marzo 1994                                 | Lahti                  | Finlandia | Salpausselkä K114         | TL    | Austria Stefan Horngacher Heinz Kuttin Christian Moser Andreas Goldberger | Giappone Kenji Suda Takanobu Okabe Jin'ya Nishikata Noriaki Kasai    | Norvegia Lasse Ottesen Bjørn Myrbakken Øyvind Berg Espen Bredesen |
| 9 marzo 1994                                 | Örnsköldsvik           | Svezia    | Paradiskullen K90         | NH    | Roberto Cecon                                                             | Kenji Suda                                                           | Jens Weißflog                                                     |
| Campionati mondiali di volo con gli sci 1994 |                        |           |                           |       |                                                                           |                                                                      |                                                                   |
| 19 marzo 1994                                | Planica                | Slovenia  | Letalnica K185            | FH    | annullata                                                                 | annullata                                                            | annullata                                                         |
| 20 marzo 1994                                | Planica                | Slovenia  | Letalnica K185            | FH    | Jaroslav Sakala                                                           | Espen Bredesen                                                       | Roberto Cecon                                                     |
| 25 marzo 1994                                | Thunder Bay            | Canada    | Big Thunder K120          | TL    | Germania Gerd Siegmund Christof Duffner Hansjörg Jäkle Jens Weißflog      | Norvegia Lasse Ottesen Øyvind Berg Stein Hendrik Tuff Espen Bredesen | Giappone Kenji Suda Hiroya Saitō Takanobu Okabe Noriaki Kasai     |
| 26 marzo 1994                                | Thunder Bay            | Canada    | Big Thunder K90           | NH    | Gerd Siegmund                                                             | Andreas Goldberger                                                   | Roberto Cecon                                                     |
| 27 marzo 1994                                | Thunder Bay            | Canada    | Big Thunder K90           | NH    | Jens Weißflog                                                             | Takanobu Okabe                                                       | Espen Bredesen                                                    |

Legenda:

NH = trampolino normale

LH = trampolino lungo

FH = volo con gli sci

TL = gara a squadre

## Classifiche

### Generale
| Pos. | Nome               | Nazione   | Punti |
| ---- | ------------------ | --------- | ----- |
| 1    | Espen Bredesen     | Norvegia  | 1203  |
| 2    | Jens Weißflog      | Germania  | 1110  |
| 3    | Andreas Goldberger | Austria   | 927   |
| 4    | Jaroslav Sakala    | Rep. Ceca | 751   |
| 5    | Roberto Cecon      | Italia    | 710   |
| 6    | Noriaki Kasai      | Giappone  | 562   |
| 7    | Takanobu Okabe     | Giappone  | 529   |
| 8    | Jin'ya Nishikata   | Giappone  | 482   |
| 9    | Lasse Ottesen      | Norvegia  | 421   |
| 10   | Janne Ahonen       | Finlandia | 388   |

### Torneo dei quattro trampolini
| Pos. | Nome               | Nazione   | Punti |
| ---- | ------------------ | --------- | ----- |
| 1    | Espen Bredesen     | Norvegia  | 931   |
| 2    | Jens Weißflog      | Germania  | 923   |
| 3    | Andreas Goldberger | Austria   | 892   |
| 4    | Noriaki Kasai      | Giappone  | 848   |
| 5    | Jaroslav Sakala    | Rep. Ceca | 846   |

### Volo
| Pos. | Nome             | Nazione   | Punti |
| ---- | ---------------- | --------- | ----- |
| 1    | Jaroslav Sakala  | Rep. Ceca | 100   |
| 2    | Espen Bredesen   | Norvegia  | 80    |
| 3    | Roberto Cecon    | Italia    | 60    |
| 4    | Christof Duffner | Germania  | 50    |
| 5    | Lasse Ottesen    | Norvegia  | 45    |

### Nazioni
| Pos. | Nazione   | Punti |
| ---- | --------- | ----- |
| 1    | Norvegia  | 2537  |
| 2    | Giappone  | 2444  |
| 3    | Austria   | 2355  |
| 4    | Germania  | 2298  |
| 5    | Finlandia | 1626  |